# I quattro cigni
I quattro cigni (The Four Swans) è il sesto dei dodici romanzi dei Poldark, una serie di romanzi storici scritta da Winston Graham. Venne pubblicato nel 1976, trentun'anni dopo il primo romanzo della serie.
Il titolo del romanzo fa riferimento a quattro cigni che Ross Poldark vede nuotare in uno stagno di Truro e che l'uomo paragona alle quattro donne che hanno segnato la sua vita in quell'anno:  Demelza, Elizabeth, Caroline e Morwenna. Ma è anche un rimando ai quattro cigni ai quali Morwenna è solita dare da mangiare.

## Trama

### Libro primo
George Warleggan si reca a casa del dottor Daniel Behanna, che ha aiutato Elizabeth a partorire Valentine, e lo interroga per scoprire se suo figlio Valentine fosse o meno un neonato prematuro. Non avendo da lui ottenuto una risposta esaustiva, Warleggan si reca da George Tabb, che aveva lavorato per Elizabeth nei mesi precedenti al matrimonio della donna con George, e lo interroga sulle abitudini sociali di Elizabeth. Anche questo colloquio non porta però ad informazioni utili. Quella sera Warleggan chiede ad Elizabeth se conservi ancora dei sentimenti affettuosi nei confronti di Ross Poldark e lei lo rassicura che non prova più nulla per lui.
Dwight Enys e Caroline Penvenen si sposano il 1 novembre 1795.
Convinto da Ross e grazie ai soldi da lui prestatigli, Drake Carne acquista una bottega da fabbro con annesso terreno e vi si trasferisce a viverci. Suo fratello Sam continua a lavorare in miniera ed un giorno, recatosi dal dottor Thomas Choake per chiedere aiuto per una famiglia malata, conosce Emma Tregirls e se ne innamora.
Rowella Chynoweth, sorella minore di Morwenna, va a vivere dalla sorella e dal cognato, il reverendo Osborne Whitworth, per aiutare la donna che è incinta.
Dopo la sua avventura a Quimper, Ross Poldark viene celebrato come un eroe e riceve numerosi inviti ai quali cerca sempre di rinunciare. Nel mese di marzo 1796, Ross e Demelza vengono invitati a pranzo da Sir Francis Basset. Al pranzo sono presenti, tra gli altri, anche Dwight e Caroline Enys, il generale William Macarmick e il giovane tenente Hugh Armitage. Dopo pranzo, durante una passeggiata nei giardini del nobile, Demelza stringe amicizia con Armitage mentre Basset propone a Ross di diventare il suo candidato alle prossime elezioni suppletive per il Parlamento. L'uomo però non accetta.
Mentre si trova a far visita al fratello Drake, Sam si vede capitare sul posto Emma giunta lì per ritirare una barra di sollevamento per suo fratello. Sam si offre di aiutarla a portare la barra fino a casa, dove ha così modo di conoscere il fratello della donna e casualmente anche il padre. Sam decide poi di dedicare tutto sé stesso a salvare l'anima della ragazza.
Il reverendo Whitworth, desideroso di diventare il nuovo vicario della parrocchia di St Sawle-with-Grambler, si rivolge a George Warleggan pregandolo di perorare la sua causa col decano di Exeter. Sebbene George non abbia simpatie nei confronti del reverendo, accetta di scrivere una lettera al decano nella speranza così di ottenere in cambio l'amicizio di Conan Godolphin, zio di Whitworth e uomo in buoni rapporti con la corte. Nello stesso tempo il reverendo Whitworth si ritrova anche a dover lottare contro i suoi desideri peccaminosi nei confronti di Rowella.
Dopo un'ispezione alla Wheal Grace, Ross torna a casa e vi trova il tenente Armitage, recatosi a portare a Demelza una rara pianta esotica. Ross intuisce facilmente quanto Demelza si sia affezionata a quel giovane.
Una settimana più tardi hanno luogo le elezioni suppletive e il consiglio comunale di Truro elegge, per un solo voto, il candidato di Sir Basset: George Warleggan. In quello stesso giorno nasce John Conan Osborne Whitworth, il figlio del reverendo, e in quello stesso mese l'Europa intera riceve la notizia dei successi in Italia del giovane generale francese Napoleone Bonaparte.
Mentre si trova a Truro, Ross viene invitato da Sir Francis Basset ad unirsi a lui e ad altri - tra cui George Warleggan - per discutere circa la costruzione di un ospedale. Tornato a casa Ross viene informato da Demelza che sono stati entrambi invitati a Tregothnan da Frances Gower, la zia del tenente Armitage. La donna però nasconde al marito di aver anche ricevuto una poesia romantica da parte del giovane.
Mentre Morwenna ancora non si è rimessa dal parto, il marito inizia sempre più a provare interesse per Rowella, arrivando perfino a spiarla mentre fa il bagno. 
Arthur Champion, supervisore metodista, fa visita a Sam Carne e lo avvisa delle voci che circolano su lui e su una donna dissoluta e gli consiglia di starle lontano. 
Approfittando della partenza di George per Londra e venuta a conoscenza delle condizioni della cugina, Elizabeth si reca a trovarla e poi insiste col reverendo Whitworth affinché ci pensi il dottor Enys a curarla. 
A causa di un'epidemia di scarlattina che ha colpito la scuola, Geoffrey Charles torna a casa ed Elizabeth decide di lasciare Truro con i figli e fare ritorno a Trenwith. Mentre Geoffrey Charles si reca spesso a trovare Drake, Elizabeth trascorre il suo tempo andando a trovare gli amici che ha sul posto. Una sera, dopo esser stata a trovare il reverendo Clarence Odgers e la sua famiglia, Elizabeth tornando a casa passa per il cimitero e davanti alla tomba di zia Agatha trova Ross. La donna lo informa circa i dubbi di George circa la paternità di Valentine.
A Tregothnan, mentre Demelza balla con Armitage, il quale le confessa di essere innamorato di lei, Ross parla con Lord Falmouth di politica. Quella notte Demelza dice a Ross che le piacerebbe poter donare ad Armitage un po' di felicità.
Accortasi di quello che il reverendo prova per lei, Rowella decide di concederglisi.
Dopo che Sam Carne ha evitato Emma per un mese, la donna si presenta a casa sua per sapere il perché lui ha mantenuto le distanze. Sam le dichiara quindi il suo amore ma lei lo respinge affermando che se si sposassero lei finirebbe col rovinargli la vita e la reputazione.

### Libro secondo
Estate 1796. In Europa continuano le vittorie francesi mentre la situazione in Inghilterra non è delle migliori nonostante alcune riforme compiute dal Primo Ministro William Pitt. Sir Francis Basset viene elevato al rango di nobile diventando così barone de Dunstanville di Tehidy e questo rende necessaria un'elezione suppletiva a Penryn.
Per Ross, grazie ai guadagni della sua miniera, è un periodo florido ed è così in grado di proseguire i lavori di ammodernamento della sua dimora.
Il matrimonio di Dwight e Caroline attraversa un periodo di tristezza perché lui dà la priorità alle cure mediche dei poveri del posto, mentre lei vorrebbe che trascorresse più tempo con lei.
Recatasi nel cimitero di Sawle per scoprire se sia stata o meno realizzata la lapide di granito per la tomba di zia Agatha, Demelza apprende che Jud Paynter è stato morso da un cane randagio. Recatasi da lui per sapere come sta, la donna apprende dall'uomo che una sera di luglio Ross ed Elizabeth Warleggan si sono incontrati nel cimitero.
George Warleggan torna a casa a Trenwith e ordina ai suoi uomini di creare problemi all'attività di fabbro di Drake Carne. 
Nel gennaio 1797 il reverendo Osborne Whitworth viene nominato vicario di Sawle-with-Grambler. Ma la sua felicità viene sconvolta dalla notizia che Rowella aspetta un figlio da lui. L’uomo spera che lei risolva il problema uccidendosi, ma le cose non vanno come aveva sperato e alcune settimane più tardi la ragazza gli dice che ha pensato a una soluzione: farà in modo che il bibliotecario locale, Arthur Solway, la sposi. Dopo una lunga contrattazione circa la cifra che il reverendo dovrà dare alla coppia per poter vivere dignitosamente, alla fine Rowella e Arthur si sposano.
Dopo un tentativo di sbarco francese sul suolo inglese, l'Inghilterra attraversa un altro periodo di difficoltà quando le banca vengono prese d'assalto dai clienti desiderosi di ritirare i propri soldi. Anche la banca di Harris Pascoe rischia di dover chiudere per bancarotta ma all'ultimo riesce a salvarsi grazie a nuovi crediti.
Dopo il matrimonio di Rowella, Ossie tenta di riprendere ad avere rapporti sessuali con Morwenna. Lei lo respinge informandolo che è a conoscenza della sua relazione con Rowella e gli dice che se lui osa toccarla, lei ucciderà il loro figlio.
Drake si reca a Trenwith per parlare con Elizabeth Warleggan di Geoffrey Charles, ma anche delle continue rappresaglie a cui viene sottoposto. Tom Harry gli impedisce di vedere la signora e, insieme ad altri scagnozzi di George, lo picchia brutalmente fino quasi ad ucciderlo. Diverse settimane dopo, Drake si reca a Truro e riesce a parlare ad Elizabeth prima di essere cacciato malamente da George. Durante la cena Elizabeth discute col marito sul trattamento che l'uomo sta tenendo nei confronti di Drake poi, più tardi, la donna lo affronta circa i suoi dubbi sulla paternità di Valentine.
Col crescente terrore di incursioni francesi sul suolo inglese, Ross viene incaricato di addestrare alcuni volontari per difendere il territorio. Nel giugno 1797, Hugh Armitage viene messo in congedo permanente dalla Marina perché prossimo a diventare completamente cieco. Un giorno in cui Ross è partito per Falmouth, Hugh fa visita a Demelza e le chiede di portarlo, come le aveva promesso in precedenza, a vedere una colonia di foche. Dopo aver visto le foche i due si fermano un po' a riposare su una spiaggia e lì Demelza permette a Hugh di fare l'amore con lei.

### Libro terzo
Mentre si trova lontano da casa Ross partecipa all'arresto di alcuni rivoltosi.
Demelza si fa un esame di coscienza sulla scia del suo adulterio e riflette sulla sua relazione con Ross.
Dopo molto tempo, c'è un buon raccolto di sardine. Mentre il villaggio si riunisce per lavorare le sardine, Tholly Tregirls cerca di convincere Sam e Drake a partecipare ad un incontro di lotta nella Festa di Sawle. I due si rifiutano di farlo. Quando Emma promette che se Sam metterà al tappeto Tom Harry parteciperà alle riunioni della chiesa metodista per tre mesi, Sam accetta di combattere.
I Poldark ricevono la notizia che Hugh è malato e che vuole farsi visitare dal dottor Enys. Demelza, insieme a Dwight e Caroline, si reca quindi a Tregothnan. Qui Demelza apprende dell'intenzione di Lord Falmouth di far candidare il nipote Hugh alle prossime elezioni. La donna poi suggerisce al nobile di riappacificarsi con Sir Francis Bassett. 
Sam Carne e Peter Hoskin si recano a Bodmin per l'esecuzione di John Hoskin, fratello di Peter e capo dei rivoltosi.
Ha luogo la Festa di Sawle. Durante la messa, il reverendo Whitworth, furioso per aver scoperto che in realtà Rowella non è incinta, tiene un sermone fuoriluogo. Mentre è a pranzo dai Poldark, Caroline annuncia di essere incinta. Nell'incontro di lotta tra Sam Carne e Tom Harry, quest'ultimo vince.
Grazie alla mediazione di Caroline ha luogo la pacificazione tra de Dunstanville e Falmouth.
Mentre sta raccogliendo more con i suoi figli, Demelza viene avvicinata da Emma, la quale le domanda il perché Sam abbia deliberatamente perso la lotta. Demelza suggerisce alla ragazza di andare da Sam e chiederlo direttamente a lui. Emma dice anche a Demelza che mentre tutti credono che sia una donna dissoluta, in realtà lei non è mai stata con nessun uomo.
A settembre la signora Gower scrive ai Poldark informandoli che Hugh è malato di febbre cerebrale e che vuole vederli. Mentre Demelza è sola con Hugh nella sua stanza, Ross incontra Lord Falmouth che lo invita a candidarsi alle elezioni. Ross accetta. Poco dopo Ross trova una poesia d'amore che, sebbene in qualche modo ambigua, sembra parlare di un atto d'amore fisico avvenuto tra Hugh e Demelza.
Il 14 settembre hanno luogo le elezioni che vedono George Warleggan sconfitto e Ross Poldark eletto in Parlamento insieme a John Leveson Gower. Dopo le elezioni, Lord Falmouth informa Ross che Hugh è morto nel corso della notte. 
Di ritorno a casa, Ross incontra Sam il quale gli comunica che Emma andrà a lavorare a Tehidy per un anno e che al suo ritorno vedranno come comportarsi in merito a quello che provano l'uno per l'altra. A casa Ross non trova Demelza, la quale è uscita sconvolta dopo aver appreso della morte di Hugh. Quando la donna rientra i due discutono un po' e alla fine sembrano riprendere la loro solita vita quotidiana.

## Edizioni
Tutte le edizioni italiane usano la traduzione di Maura Parolini e Matteo Curtoni. 
- 2019 - Sonzogno
- 2021 - Marsilio Editori (collana "Universale economica Feltrinelli")